# Usos políticos do passado

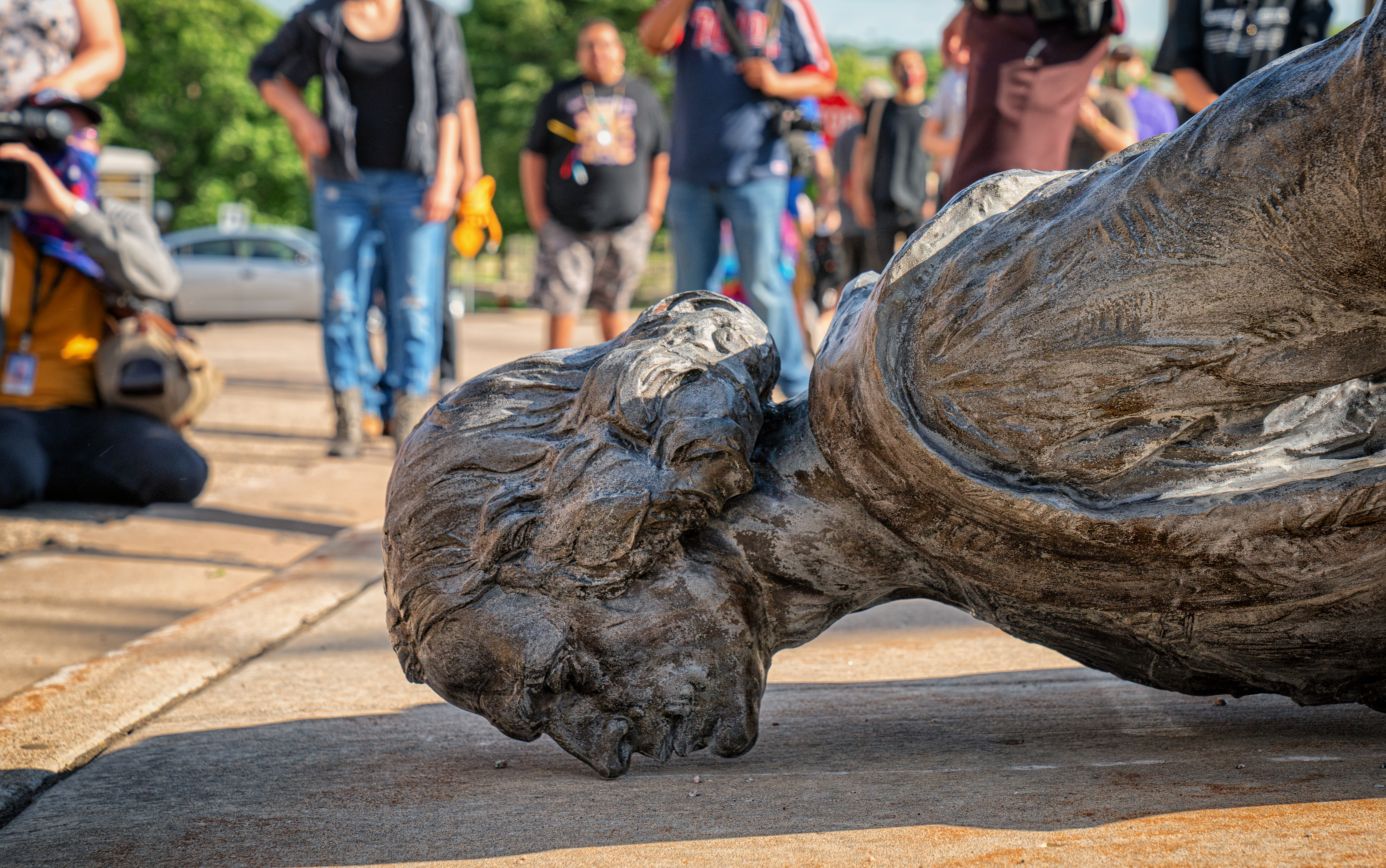
Estátua de Cristóvão Colombo derrubada pelo American Indian Movement. Capitólio Estadual do Minnesota, 2020.

Usos políticos do passado é uma expressão que se refere à utilização de acontecimentos ou personagens históricos no presente com objetivos políticos. Essa prática acontece para construir identidades e memórias, estimular sentimentos, legitimar agendas e propostas políticas, promover ideologias e servir como instrumento de propaganda. Em síntese, trata-se da forma como o passado é mobilizado para influenciar debates na esfera pública. O termo foi utilizado pela primeira vez pelos historiadores franceses François Hartog e Jaques Revel, em um contexto de debates sobre as leis memoriais na França.
Exemplos de usos políticos do passado podem ser observados em eventos históricos como a proclamação de Tiradentes como "patrono cívico da nação brasileira", durante a ditadura militar; o discurso de posse de Donald Trump em 2025, em que foram mencionadas a ideias de excepcionalismo americano e destino manifesto; e em diversas referências à União Soviética feitas por Vladimir Putin. Outros exemplos podem ser encontrados no contexto do negacionismo histórico, do movimento Black Lives Matter e na derrubada de monumentos que homenageam escravistas como Cristóvão Colombo e Borba Gato.

## Definição
Usos políticos do passado é uma expressão que descreve a instrumentalização do passado no presente para fins políticos. A mobilização ocorre quanto acontecimentos. ou personagens são usados para construir identidades e memórias, estimular sentimentos, legitimar agendas e propostas políticas, promover ideologias e servir como instrumento de propaganda

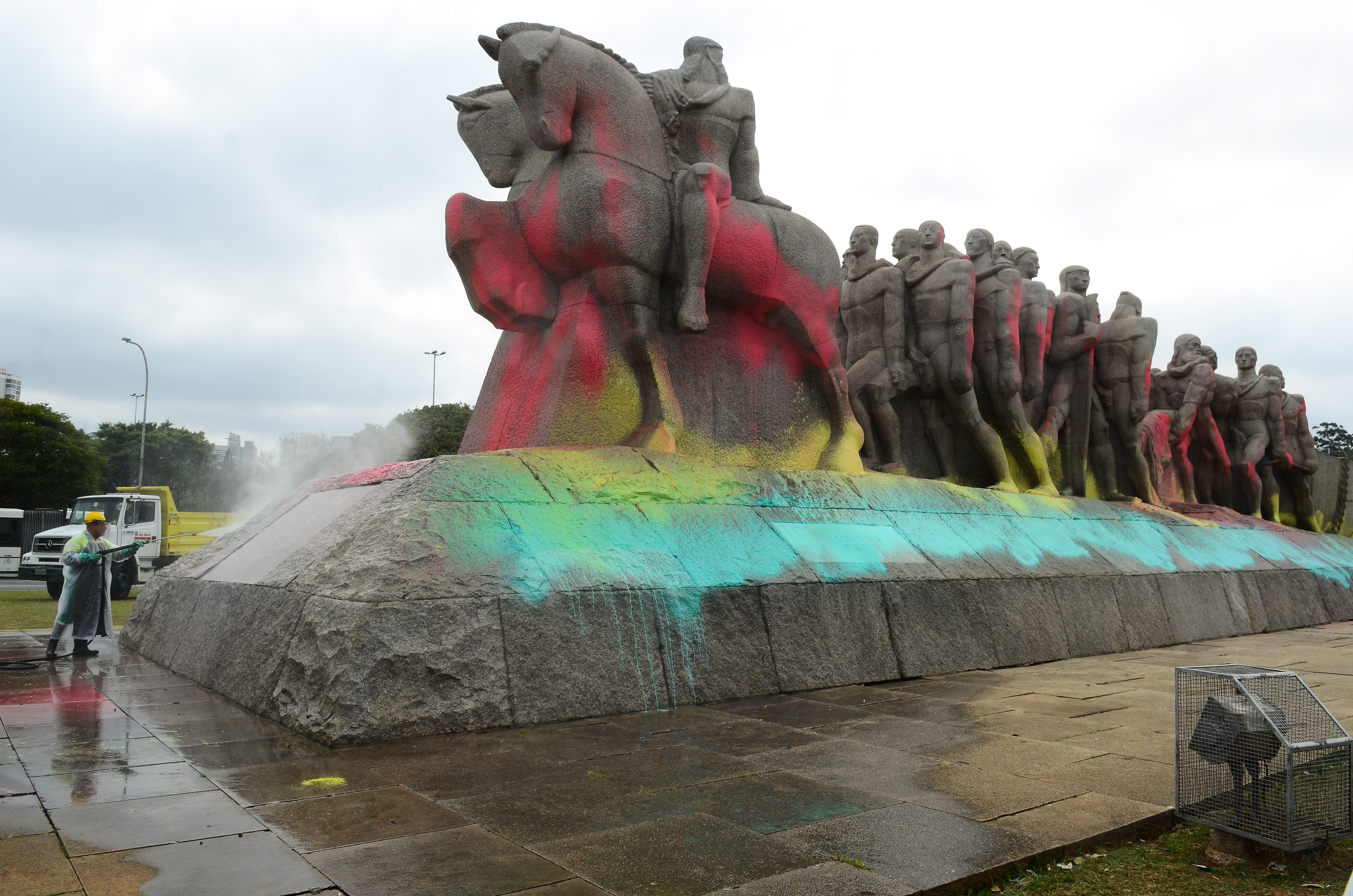
No segundo semestre de 2016, o Monumento às Bandeiras foi pichado, evidenciando as controvérsias sobre sua existência como um símbolo da escravização e do genocídio de povos indígenas.

Essa prática tem sido analisada por diversas áreas das ciências humanas e sociais. A realização de pesquisas tem contribuído para problematizar as narrativas sobre o passado que circulam na sociedade, e que podem ser observadas em comemorações, datas, direitos e deveres de memória, espaços formais e não formais de ensino, identidades, monumentos, mídias, patrimônios, símbolos, entre outros. Os usos políticos do passado, portanto, revelam uma tensão entre a história, a memória e o esquecimento, como, por exemplo, dos debates sobre ressignificações de homenagens no espaço público, assim como ocorreu quanto ao Monumento às Bandeiras.
A utilização política do passado é feita deste a Antiguidade Clássica, mas foi complexificada durante a modernidade e com o surgimento dos Estados Nação. Ao longo do século XX, os usos políticos do pasado adquiriram novos significados principalmente após o final da Segunda Guerra Mundial (1939-1945) e o Holocausto. Esses eventos deram origem às chamadas "batalhas" ou "guerras" de representações do passado em diversos países, debates contemporâneos sobre passados sensíveis, como experiências colonialistas, ditatoriais, genocidas, imperialistas e nacionalistas. Paralelamente a esses eventos, os estudos sobre os usos políticos do passado ganharam força, principalmente quando as concepções que entendiam o passado como uma dimensão distante do presente foram contestadas. Junto às transformações na historiografia nos anos 1980 e 1990, a tradução do livro Os assassinos da memória (1987), do historiador francês Pierre Vidal-Naquet, também contribuiu para o aumento do debate sobre as representações do passado e seus usos políticos.
A impossibilidade de se recorrer ao passado de forma neutra explica por que sua utilização pode servir tanto para  legitimar práticas políticas quanto regimes democráticos e ditatoriais. Desta forma, pode-se afirmar que os passados também são objetos de poder. São acionados no espaço público a partir de um presente determinado, cumprindo funções atribuídas por grupos, indivíduos e instituições.
Alguns profissionais da história propõem uma distinção entre usos políticos do passado e usos da história, entendendo história como a disciplina e suas narrativas. Argumenta-se que, assim, é possível diferenciar apropriações políticas de outros usos, como a história pública, campo que abrange diversas iniciativas pensadas com e para um público ampliado.
Outra discussão proposta é a diferenciação entre os usos, para distinguir práticas com compromisso ético-político  e profissional, e os abusos, ou versões distorcidas, falseadas e negacionistas do passado. Quanto a essa distinção, importa salientar que ambas as utilizações devem ser analisadas como disputas de sentido sobre o passado, sem necessariamente equipará-las ou considerá-las a mesma coisa, pois o “abuso” também poderia ser considerado um anti-intelectualismo.

### Origens do termo
Embora os usos políticos do passado ocorram há séculos, uma das primeiras definições desse "uso" foi feita no livro Les usages politiques du passé [Os usos políticos do passado] (2001), organizado pelos historiadores franceses François Hartog e Jaques Revel. Naquela época, debatia-se na França sobre a elaboração das chamadas "leis memoriais" e a participação de historiadoras e historiadores como "autoridades" em processos judiciais.

### Papel de profissionais da história
Os usos políticos do passado na contemporaneidade fez com que se debatesse os papeis profissional e social desempenhado por profissionais da história. Em algumas circunstâncias, historiadoras foram chamadas para atuarem como "testemunhas de contexto" nos processos movidos contra agentes da ditadura militar argentina. Em outros momentos, historiadores posicionaram-se contra essa participação. Essa requisição confere às historiadoras e aos historiadores o caráter de "autoridade" ou de "expertos".

## Exemplos de usos políticos do passado

A ditadura militar utilizou a imagem de Tiradentes para estimular ideais de martírio e sacrifício pela pátria.

Durante a ditadura militar, o general Humberto de Alencar Castello Branco sancionou a Lei n. 4.987, de 9 de novembro de 1965, proclamando Tiradentes como "patrono cívico da nação brasileira". A partir daquele momento, o dia 21 de abril tornou-se parte de uma série de comemorações de caráter cívico e nacionalista da ditadura, celebrando uma história nacional baseada em heróis e mitos. Já no governo do general Emílio Garrastazu Médici, nas celebrações do Sesquicentenário da Independência (1972), a imagem de Tiradentes foi utilizada como símbolo do martírio e do sacrifício em prol da pátria. Em 1992, 200 anos após sua morte, Tiradentes teve seu nome inscrito no Livro dos Heróis da Pátria.
Em seu discurso de posse em 20 de janeiro de 2025, Donald Trump fez, pelo menos dois usos políticos do passado, que compõem a narrativa histórica da nação estadunidense. Primeiro fez menção ao excepcionalismo, ideal surgido no século XVII, segundo o qual os colonizadores do território norte-americano teriam um propósito divino de construir uma sociedade exemplar baseada nos princípios cristãos. No século seguinte, durante a Revolução Americana (1776-1783), esse mito foi recuperado justificando que os estadunidenses eram um povo eleito que possuía uma missão histórica a cumprir. No pronunciamento, Trump utilizou esses mitos para legitimar sua agenda política em que prometia fazer dos Estados Unidos “maior, mais forte e bem mais excepcional do que jamais foi.” O segundo uso político do passado realizado por Trump foi a ideia de destino manifesto, uma doutrina forjada no século XIX que afirma o direito divido nos Estados Unidos expandir suas fronteiras propagando instituições e valores pelo mundo através dos chamados pioneiros. Mobilizando esse passado, Trump adjetiva os "pioneiros" como personificação da iniciativa privada e da liberdades, ideais caros para seu governo.
Durante a União Soviética, os líderes do Partido Comunista Soviético construíram uma memória de glorificação do Exército Vermelho e de vitória sobre o fascismo. Esse passado tem sido utilizado de forma política nos governos de Vladimir Putin. O presidente da Rússia reabilita elementos soviéticos, como os desfiles militares, os coros do Exército Vermelho e a reencarnação da Grande Guerra Patriótica contra o perigo fascista, ainda que a atualização desse passado esteja desprovida de ideais de esquerda. Essas referências mobilizam uma memória da década de 1970 como de maior estabilidade econômica e social da Rússia. Outro uso político do passado relacionado à Segunda Guerra Mundial e à União Soviética diz respeito às disputas ao redor da data de fim do conflito. Enquanto os países ocidentais marcam o término da guerra em 8 de maio, dia da rendição do Terceiro Reich, a Rússia considera o dia 9 de maio, momento em que a União Soviética assinou a rendição alemã.

### Negacionismo histórico
O negacionismo histórico realiza uso político do passado. Entendido como uma falsificação ou distorção de registros históricos, o negacionismo histórico não envolve somente a negação pura e simples de um fato, mas envolve atos deliberados de: conspiração, distorção, falseamento, manipulação, mentira, mitificação, omissão e imprecisão.

As redes sociais virtuais têm sido estudadas como um dos principais veículos de difusão do negacionismo histórico. De acordo com o historiador italiano Carlos Ginzburg,
"Os usos políticos da mentira são notícia velha. Novas são as tecnologias que permitem disseminação de fake news tão rapidamente e para tantas pessoas, o que era impossível quando as notícias dependiam da comunicação oral."

### Debates atuais
Os usos políticos do passado tem sido debatidos a partir da elaboração de políticas de memória. Uma forma de política de memória são as chamadas leis memoriais, estratégias utilizadas para apaziguar "batalhas" ou "guerras" de memória, buscando resolver tensões através de legislações. Essas leis determinam as versões corretas e que devem ser seguidas, inclusive por profissionais da história. Exemplos de leis memoriais seriam a Lei Gayssot e a Lei Taubira na França.
Os debates sobre os usos políticos do passado também podem ser observados nos debates sobre o patrimônio e o espaço público. Por exemplo, quando se fala em turismo histórico e as demandas por autenticidade, ou então na utilização de espaços relacionados à violação de direitos humanos com finalidades comerciais. Porém, o debate mais efusivo sobre as formas como o passado é mobilizado com fins políticos ocorreu com a chamada "querela das estátuas", suscitada a partir do movimento Black Lives Matter e a derrubada de monumentos que homenageavam escravistas. No Brasil, as discussões ocorreram após a intervenção feita pelo grupo Revolução Periférica na estátua de Borba Gato. Não existe consenso entre profissionais da história sobre a destruição, preservação ou ressignificação dessas estátuas.